# أوكلاند يونايتد
نادي أوكلاند يونايتد لكرة القدم (بالإنجليزية: Auckland United Football Club)‏ هو ناد كرة قدم نيوزيلندي تأسس عام 2020 ويلعب حالياً في الدوري الوطني النيوزيلندي القسم الشمالي.

## وصلات خارجية
- الموقع الرسمي (بالإنجليزية)